# 瓦哈拉克 (密西西比州)
瓦哈拉克（英語：Wahalak）是位於美國密西西比州肯珀縣的非建制地區。

## 歷史
瓦哈拉克的郵局於1860年設立，其後於1951年停運。

## 地理
瓦哈拉克所處的海拔為高於海平面57米（即187英呎），而該地所採用的時區為UTC-6，即北美中部時區（CST）。同時該地設有夏令時間，為UTC-6調快一小時，即UTC-5（CDT）。